# روضة السركال
روضة السركال هي بطلة إماراتية في الشطرنج، فازت بالعديد من الجوائز المحلية والعالمية.

## الجوائز
تجاوز مجموعة الميداليات المحصل عليها من طرف روضة السركال أكثر من 35 ميدالية وجائزة، منها؛
- الميدالية الذهبية في بطولة مدارس آسيا للشطرنج فئة ست سنوات لعام 2014 تايبيه - تايوان.[3]
- الميدالية البرونزية في بطولة آسيا الفردية للناشئات فئة ثماني سنوات لعام 2014 - طشقند - أوزبكستان.[3]
- الميدالية الفضية بطولة العرب للشطرنج فئة 8 سنوات 2015 - أكادير - المغرب.[3]
- جائزة الشيخ محمد بن راشد للإبداع الرياضي عن فئة الناشئين عام 2016.[1]
- الميدالية الذهبية لبطولة العالم للشطرنج فىة ثمانية أعوام سنة 2017.[1]
- الميدالية الذهبية لبطولة العالم للمدارس فئة 9 أعوام سنة 2018.[1][4]
- الميدالية الذهبية لبطولة الإمارات لفرق الشطرنج فئة 10 أعوام سنة 2019.[1]
- ميداليتان ذهبيتان لبطولة غربي آسيا للشطرنج الكلاسيكي والسريع فئة ثمانية أعوام سنة 2016 والميدالية الذهبية لكأس رئيس الدولة والميدالية الذهبية لبطولة فردي الإمارات وذهبية فرق الإمارات فئة ثمانية أعوام.[1]
- ميدالية ذهبية في بطولة العالم لحل مسائل الشطرنج سنة 2020.[1]